# Олівія Ленґ
Олівія Ленґ (народилася 14 квітня 1977) — британська письменниця, романістка і культурна критикиня. Вони є авторами п’яти нон-фікшн творів «До річки», «Подорож до джерела Ехо», «Місто самоти», «Тіло кожного. Книга про свободу», «Сад супроти часу», а також збірки есеїв «Кумедна погода» та роману «Крудо». 2018 року вони здобули літературну премію Віндгема-Кемпбелла за нон-фікшн, а 2019 року – 100-ту Меморіальну премію Джеймса Тейта Блека за роман «Крудо». 2019 року вони стали обраними членами Королівського літературного товариства.

## Молодість та освіта
Олівія Ленґ виросла в Чалфонт Сент-Пітер, Бакінгемшир. Вони вступили до університету Сассекса, щоб вивчати англійську мову, але кинули навчання, щоб жити на дорожньому протесті в Дорсеті У 20 років вони провели три місяці, живучи на самоті на покинутій фермі поблизу Брайтона, і цей досвід вони описали як формувальний. У  двадцять років Ленґ навчалися на медичних травників.

## Кар'єра
З 2007 по 2009 рік Ленґ працювали заступниками книжкового редактора у The Observer. Вони багато пишуть про мистецтво та культуру, зокрема для The Guardian, The New York Times і Financial Times, і написали есеї для каталогів для багатьох сучасних митців, зокрема Дерека Джармана, Шанталь Йоффе, Вольфганга Тільманса та Енді Воргола.
Ленґ є авторами чотирьох книжок публіцистичної літератури, кожна з яких поєднує культурну критику та мемуари з елементами біографії, психоаналізу та подорожей. Їхня перша книга «До річки: подорож під поверхню» вийшла 2011 року. Прогулюючись уздовж річки Уз, у якій 1941 року потонула Вірджинія Вульф, Ленґ розмірковує про життя та творчість Вульф та, загалом, про зв’язок між історією та місцем, а також про труднощі біографії. Ця книжка увійшла до короткого списку премії Ondaatje і премії Dolman Best Travel Book Award.
Книжка «Подорож до Ехо-Спрінг: Про письменників і випивку» (2013), фіналіст як Costa Biography Award, так і Gordon Burn Prize, використовує подібну тактику. Подорожуючи Америкою, Ленґ досліджують складний зв’язок між творчістю та алкоголізмом, порівнюючи власний досвід зростання в сім’ї алкоголіків разом із життям чоловіків-письменників-алкоголіків, таких як Джон Чівер, Ф. Скотт Фіцджеральд, Реймонд Карвер та Ернест Гемінґвей. У книжці вони вихваляють «силу літератури картографувати складніші регіони людського досвіду та знань». За словами членів журі Премії Віндгема-Кемпбелла, «ця здатність відображати складне, ганебне й гротескне, а також прекрасне й трансцендентне притаманна її власній творчості».
Їхня третя книга, «Місто самоти: Пригоди в мистецтві бути на самоті», отримала підтримку завдяки дослідженню, яке Ленґ провела як лауреатка премії Eccles British Library Writer Award 2014 року, і вийшла 2016 року. Вона увійшла до короткого списку премії Ґордона Берна та премії Національного кола книжкових критиків за критику. Її перекладено двадцятьма мовами. Досліджуючи власний досвід самотності під час життя в Нью-Йорку, Ленґ розглядає, як культурно стигматизований стан самотності дає нове уявлення про творчість багатьох митців, для яких творчий акт став засобом дослідження самотності та налагодження товариських стосунків, серед яких Енді Воргол, Едвард Гоппер, Генрі Дарджер і Девід Войнаровіц. Результатом є злиття внутрішньої та зовнішньої реальностей, відкрите дослідження сильного почуття сорому, яке може спровокувати самотність, а також яскравий портрет Нью-Йорка 1970-х і 1980-х років на піку кризи СНІДу.
Перший роман Ленґ «Крудо» — це роман-ключ про політично бурхливе літо 2017 року. Написаний у реальному часі упродовж семи тижнів, є також даниною поваги Кеті Акер, яка є прототипом образу головної героїні. Він став видатною книжкою New York Times 2018 року і увійшов до короткого списку премій Ґордона Берна та премії Ґолдсмітів.  2019 року роман «Крудо» отримав 100-ту Премію пам’яті Джеймса Тейта Блека. За словами доктора Алекса Лорі, судді у категорії художньої літератури: «Це художня література в її найкращому прояві: сміливий і чутливий до подій політичний роман, який динамічно, чарівно та дотепно відображає справжній фрагмент сучасної історії». Пишучи в The New Yorker, Александра Шварц описала роман «Крудо» як «твір автофікції, що передає тривожність сучасного моменту». У New Statesman Сара Дітум написала, що Ленґ «використовує свій стиль так, як фокусник використовує спритність рук, приховуючи натяк на розкриття таємниці, поки ваша увага спрямована на захопливу дугу її речень».
Книжка «Кумедна погода: Мистецтво в часи кризи» вийшла 2020 року. Це збірка есеїв, рецензій та інших опублікованих робіт, які Ленґ написали для різноманітних видань, зокрема frieze, BOMB і The Guardian.
Шоста книжка Ленґ «Тіло кожного. Книга про свободу» досліджує тіло та його незадоволення через призму бунтівного психоаналітика Вільгельма Райха. Вона розглядає визвольні рухи двадцятого століття, досліджуючи творчість і життя різних діячів, зокрема Ніни Сімоне, Сьюзен Зонтаґ, Андреа Дворкін та Малкольма Ікс. Як пише Financial Times, «дар Ленґ поєднувати великі ідеї з ліричною прозою ставить її в один ряд із такими авторами, як Арундаті Рой, Джон Бергер і Джеймс Болдвін. Іншими словами, вона — один із найважливіших голосів нашого часу».
Сьома книга Ленґ «Сад супроти часу» — це дослідження ідеї раю, яке розповідає про відновлення ними саду, обгородженого муром, у Саффолку.

## Особисте життя
Ленґ одружені з поетом і вченим Ієном Петтерсоном. Ленґ — небінарна особа.

## Нагороди та відзнаки
- 2014 Премія письменників Британської бібліотеки Еклса
- 2018 Літературна премія Віндгема–Кемпбелла
- 2019 Меморіальна премія Джеймса Тейта Блека - за роман «Крудо»[6]

## Публікації

### Нон-фікшн
- До річки: подорож під поверхню (Canongate, 2011)[17]
- Подорож до Ехо-Спрінг: Про письменників і випивку (Canongate, 2013)[17]
- Місто самоти: пригоди в мистецтві бути на самоті (Canongate, 2016)[17]
- Кумедна погода: Мистецтво в часи кризи (Picador, 2020)[8]
- Тіло кожного. Книга про свободу (Picador, 2021)[18]
- Сад супроти часу: у пошуках спільного раю(Пікадор, 2024)[19][20][21]

### Художня література
- Крудо (Пікадор, 2018)[17]

## Переклади українською
- Олівія Ленґ. Крудо. — Київ : Грушка, 2024. — 128 с. — ISBN 978-617-954-331-9.
- Олівія Ленґ. Тіло кожного. Книга про свободу. — Київ : Грушка, 2024. — 336 с. — ISBN 978-617-95433-0-2.
- Олівія Ленґ. Місто самоти. — Крапки, 2025.
- Олівія Ленґ. Сад супроти часу. — Київ : Ще одну сторінку, 2025. — 304 с. — ISBN 978-617-522-548-6.

## Зовнішні посилання
- Сайт автора
- ft.com
- Рецензія Guardian на Crudo
- Новий державний огляд Самотнього міста
- Рецензія спостерігача на The Trip to Echo Spring
- Інтерв'ю з Олівією Лейн, buzzfeed